# Kathryn Gill
Kathryn Gill, född 10 december 1984 i Auckland, är en australiensisk fotbollsspelare (anfallare) som har spelat 86 landskamper och gjort 41 mål för Australiens damlandslag (4 juli 2015). Hon är född i Auckland i Nya Zeeland.
Efter att säsongerna 2008 till och med 2011 ha spelat ett år vardera för de Allsvenska klubbarna AIK, Sunnanå SK, FC Rosengård och Linköpings FC återvände hon till Perth Glory FC i Australien, där hon gjorde 30 mål på 34 matcher.